# Pierre Daccache
Pierre Daccache (né en 1928 et mort le 18 avril 2022) est un homme politique libanais.

## Biographie
Médecin réputé pour sa générosité et son éthique infaillible, en même temps titulaire d’une licence de philosophie et d’un doctorat en sociologie, il est élu député maronite de Baabda en 1972 sur la liste du Parti national-libéral.
En 1992, pour les premières élections législatives d’après guerre, il appelle au boycott, comme l’essentiel des personnalités et forces chrétiennes à l’époque.
En 1995, il déclare sa candidature à la Présidence de la république pour s'opposer au dictat syrien. Mais les élections n’ont pas lieu et le mandat du Président Elias Hraoui est prorogé de trois ans. En 1995, il est le seul homme politique chrétien ou autre qui a le courage sous occupation syrienne de refuser le fait établi, à l'encontre de toute la classe politique libanaise de l'époque.
En 1996, il retrouve son siège au Parlement, à la faveur d'une alliance électorale avec le Hezbollah. Il s’oppose aux politiques du gouvernement de Rafiq Hariri. En 2000, allié de nouveau au Hezbollah, à Talal Arslan, Elie Hobeika et au Parti nationaliste social syrien, il échoue à se faire élire, face aux candidats soutenus par Walid Joumblatt, Rafiq Hariri et Amine Gemayel.
En 2005, c’est sur la liste du Courant patriotique libre de Michel Aoun et du Parti démocratique libanais de Talal Arslan qu’il affronte les urnes, sans succès une nouvelle fois, battu par les candidats de l’Alliance du 14 Mars, paradoxalement soutenus par le Hezbollah.
Le décès du député des Forces libanaises Edmond Naïm en janvier 2006 relance sa carrière parlementaire. Pour remplacer Naïm, sa candidature a été proposée par Michel Aoun et il était supposé avoir aussi le soutien du Hezbollah. L’Alliance du 14 Mars a évoqué pendant quelque temps présenter un candidat pour lui faire face, soit Dory Chamoun soit la journaliste May Chidiac, mais y renonce en fin de compte. Un consensus est atteint entre Aoun, Samir Geagea et Walid Joumblatt, et Pierre Daccache est élu d’office et siège alors au Parlement comme député indépendant.
Aoun ne le retient pas sur sa liste lors des législatives de 2009, auxquelles il se présente comme indépendant et échoue à se faire réélire.
En janvier 2007, Daccache lance avec un groupe d’hommes politiques libanais, parmi lesquels les anciens ministres Alain Tabourian et Youssef Salamé, le député Abdallah Hanna et l’ancien ambassadeur Fouad Turk, un regroupement politique indépendant, appelé Le Moultaqa (Le lieu de rencontre). Ce rassemblement entend promouvoir la vision d’un Liban tolérant et convivial et des issues à la crise politique qui secoue le pays notamment depuis la fin de la guerre de l’été 2006.